# National Basketball League 2019-2020
La National League Basketball 2019-2020 è stata la 42ª edizione della National Basketball League, la massima lega di basket australiana.

## Squadre partecipanti
- Adelaide 36ers
- Brisbane Bullets
- Cairns Taipans
- Illawarra Hawks
- Melbourne United
- N.Z. Breakers
- Perth Wildcats
- SE Melb. Phoenix
- Sydney Kings

## Regular Season

### Classifica
|    | Squadra          | G  | V  | P  | PF    | PS    |
| -- | ---------------- | -- | -- | -- | ----- | ----- |
| 1. | Sydney Kings     | 28 | 20 | 8  | 2.642 | 2.472 |
| 2. | Perth Wildcats   | 28 | 19 | 9  | 2.529 | 2.409 |
| 3. | Cairns Taipans   | 28 | 16 | 12 | 2.587 | 2.547 |
| 4. | Melbourne United | 28 | 15 | 13 | 2.638 | 2.560 |
| 5. | Brisbane Bullets | 28 | 15 | 13 | 2.607 | 2.557 |
| 6. | N.Z. Breakers    | 28 | 15 | 13 | 2.514 | 2.468 |
| 7. | Adelaide 36ers   | 28 | 12 | 16 | 2.654 | 2.798 |
| 8. | SE Melb. Phoenix | 28 | 9  | 19 | 2.671 | 2.761 |
| 9. | Illawarra Hawks  | 28 | 5  | 23 | 2.354 | 2.654 |

## Playoffs

### Perth - Cairns
RISULTATO FINALE: 2-1
| Perth 28 febbraio 2020, ore 18:30 Gara 1                                            | Perth Wildcats | 108 – 107 (29-20, 16-34, 23-17, 25-22, 15-14 (OT)) | Cairns Taipans | RAC Arena (10.858 spett.) |
| Cotton 42 Punti Machado 32 Cotton , Kay 6 Assist Machado 9 Kay 9 Rimbalzi Oliver 18 |                |                                                    |                |                           |
|                                                                                     |                |                                                    |                |                           |
| Cotton 42                                                                           | Punti          | Machado 32                                         |                |                           |
| Cotton, Kay 6                                                                       | Assist         | Machado 9                                          |                |                           |
| Kay 9                                                                               | Rimbalzi       | Oliver 18                                          |                |                           |

| Cairns 1º marzo 2020, ore 16:00 Gara 2                                      | Cairns Taipans | 85 – 74 (30-16, 17-15, 16-22, 22-21) | Perth Wildcats | Cairns Convention Centre (5.188 spett.) |
| Oliver 22 Punti Steindl 18 Machado 4 Assist Kay 4 Oliver 19 Rimbalzi Kay 10 |                |                                      |                |                                         |
|                                                                             |                |                                      |                |                                         |
| Oliver 22                                                                   | Punti          | Steindl 18                           |                |                                         |
| Machado 4                                                                   | Assist         | Kay 4                                |                |                                         |
| Oliver 19                                                                   | Rimbalzi       | Kay 10                               |                |                                         |

| Perth 5 marzo 2020, ore 18:30 Gara 3                                        | Perth Wildcats | 93 – 82 (25-24, 27-20, 24-22, 17-16) | Cairns Taipans | RAC Arena (10.215 spett.) |
| White 26 Punti Oliver 20 Cotton 8 Assist Machado 6 Kay 12 Rimbalzi Oliver 8 |                |                                      |                |                           |
|                                                                             |                |                                      |                |                           |
| White 26                                                                    | Punti          | Oliver 20                            |                |                           |
| Cotton 8                                                                    | Assist         | Machado 6                            |                |                           |
| Kay 12                                                                      | Rimbalzi       | Oliver 8                             |                |                           |

### Sydney - Melbourne
RISULTATO FINALE: 2-1
| Sydney 29 febbraio 2020, ore 19:30 Gara 1                                  | Sydney Kings | 86 – 80 (16-20, 21-23, 23-26, 26-11) | Melbourne United | Qudos Bank Arena (13.103 spett.) |
| Tate 23 Punti Trimble 34 Ware 5 Assist Trimble 5 Bogut 10 Rimbalzi Long 11 |              |                                      |                  |                                  |
|                                                                            |              |                                      |                  |                                  |
| Tate 23                                                                    | Punti        | Trimble 34                           |                  |                                  |
| Ware 5                                                                     | Assist       | Trimble 5                            |                  |                                  |
| Bogut 10                                                                   | Rimbalzi     | Long 11                              |                  |                                  |

| Melbourne 2 marzo 2020, ore 19:30 Gara 2                                   | Melbourne United | 125 – 80 (26-24, 32-7, 45-24, 22-25) | Sydney Kings | Melbourne Arena (6.914 spett.) |
| Long 26 Punti Tate 18 McCarron 5 Assist Louzada 2 Long 11 Rimbalzi Cooks 7 |                  |                                      |              |                                |
|                                                                            |                  |                                      |              |                                |
| Long 26                                                                    | Punti            | Tate 18                              |              |                                |
| McCarron 5                                                                 | Assist           | Louzada 2                            |              |                                |
| Long 11                                                                    | Rimbalzi         | Cooks 7                              |              |                                |

| Sydney 5 febbraio 2020, ore 19:30 Gara 3                               | Sydney Kings | 89 – 87 (24-22, 20-28, 23-18, 21-19) | Melbourne United | Qudos Bank Arena (8.075 spett.) |
| Tate 20 Punti Goulding 19 Lisch 4 Assist Ili 5 Cooks 9 Rimbalzi Long 9 |              |                                      |                  |                                 |
|                                                                        |              |                                      |                  |                                 |
| Tate 20                                                                | Punti        | Goulding 19                          |                  |                                 |
| Lisch 4                                                                | Assist       | Ili 5                                |                  |                                 |
| Cooks 9                                                                | Rimbalzi     | Long 9                               |                  |                                 |

### Sydney - Perth
RISULTATO FINALE: 1-2
| Sydney 8 marzo 2020, ore 17:00 Gara 1                                                        | Sydney Kings | 86 – 88 (26-24, 23-28, 24-16, 13-20) | Perth Wildcats | Qudos Bank Arena (11.647 spett.) |
| Bogut 18 Punti Cotton 32 Ware 4 Assist Cotton , Norton 4 Bogut , Cooks 11 Rimbalzi Plumlee 7 |              |                                      |                |                                  |
|                                                                                              |              |                                      |                |                                  |
| Bogut 18                                                                                     | Punti        | Cotton 32                            |                |                                  |
| Ware 4                                                                                       | Assist       | Cotton, Norton 4                     |                |                                  |
| Bogut, Cooks 11                                                                              | Rimbalzi     | Plumlee 7                            |                |                                  |

| Perth 13 marzo 2020, ore 18:30 Gara 2                                                 | Perth Wildcats | 83 – 97 (27-31, 24-26, 22-19, 12-21) | Sydney Kings | RAC Arena (N/A spett.) |
| Cotton 27 Punti Tate 20 Cotton , Norton 3 Assist Newley 5 Plumlee 8 Rimbalzi Bogut 13 |                |                                      |              |                        |
|                                                                                       |                |                                      |              |                        |
| Cotton 27                                                                             | Punti          | Tate 20                              |              |                        |
| Cotton, Norton 3                                                                      | Assist         | Newley 5                             |              |                        |
| Plumlee 8                                                                             | Rimbalzi       | Bogut 13                             |              |                        |

| Sydney 15 marzo 2020, ore 17:00 Gara 3                                          | Sydney Kings | 96 – 111 (18-29, 28-27, 24-28, 26-27) | Perth Wildcats | Qudos Bank Arena (N/A spett.) |
| Tate 20 Punti Cotton 31 Bogut , Bruce 3 Assist Cotton 7 Cooks 9 Rimbalzi Kay 12 |              |                                       |                |                               |
|                                                                                 |              |                                       |                |                               |
| Tate 20                                                                         | Punti        | Cotton 31                             |                |                               |
| Bogut, Bruce 3                                                                  | Assist       | Cotton 7                              |                |                               |
| Cooks 9                                                                         | Rimbalzi     | Kay 12                                |                |                               |

## Vincitore
| Campioni NBL 2019-2020      |
| --------------------------- |
| Perth Wildcats (10º titolo) |

## Statistiche
| Categoria           | Giocatore     | Squadra          | Stat  |
| ------------------- | ------------- | ---------------- | ----- |
| Punti per gara      | Bryce Cotton  | Perth Wildcats   | 22,5  |
| Rimbalzi per gara   | Shawn Long    | Melbourne United | 9,4   |
| Assist per gara     | Scott Machado | Cairns Taipans   | 7,9   |
| Efficienza per gara | Jordan Hunter | Sydney Kings     | 73,0% |

## Premi
- NBL Most Valuable Player: Bryce Cotton, Perth Wildcats
- NBL Defensive Player of the Year: D.J. Newbill, Cairns Taipans
- NBL Most Improved Player of the Year: Will Magnay, Brisbane Bullets
- NBL 6th Man of the Year: Jason Cadee, Brisbane Bullets
- NBL Rookie of the Year: LaMelo Ball, Illawarra Hawks
- NBL Finals MVP: Bryce Cotton, Perth Wildcats
- NBL Coach of the Year: Mike Kelly, Cairns Taipans
- NBL Fans MVP: Scott Machado, Cairns Taipans

- All-NBL First Team
  - Bryce Cotton, Perth Wildcats
  - Scott Machado, Cairns Taipans
  - Lamar Patterson, Brisbane Bullets
  - Jae'Sean Tate, Sydney Kings
  - Nick Kay, Perth Wildcats

- All-NBL Second Team
  - Casper Ware, Sydney Kings
  - D.J. Newbill, Cairns Taipans
  - Scotty Hopson, New Zealand Breakers
  - Cameron Oliver, Cairns Taipans
  - Andrew Bogut, Sydney Kings